# Lantillac
Lantillac (bretonisch: Lantilieg; Gallo: Lantiliau) ist eine französische Gemeinde mit 291 Einwohnern (Stand 1. Januar 2022) im Département Morbihan in der Region Bretagne.

## Geografie
Lantillac liegt im Zentrum der Bretagne im Norden des Départements Morbihan und gehört zum Pays de Josselin.
Nachbargemeinden sind Pleugriffet im Norden, Guégon im Nordosten und Osten, Buléon im Süden sowie Radenac im Westen.
Der Ort liegt nahe an Straßen für den überregionalen Verkehr. Die D764 von Josselin nach Pontivy führt zwei Kilometer nördlich der Gemeinde vorbei, die N24 von Lorient nach Rennes verläuft fünf Kilometer südlich von Lantillac.
Die bedeutendsten Gewässer sind die Bäche Ruisseau de la Ville und Ruisseau du Vieux Moulin. Entlang dieser Wasserläufe verlaufen die westlichen, nördlichen und östlichen Gemeindegrenzen.

## Bevölkerungsentwicklung
| Jahr      | 1962 | 1968 | 1975 | 1982 | 1990 | 1999 | 2006 | 2019 |
| Einwohner | 345  | 348  | 337  | 329  | 298  | 299  | 304  | 299  |

## Geschichte
Lantillac wird 1448 erstmals unter dem heute üblichen Namen erwähnt. Die Gemeinde gehört historisch zur bretonischen Region Bro-Gwened (frz. Vannetais) und innerhalb dieser Region zum Gebiet Reter Bro Gwened (frz. Vannetais oriental) und teilt dessen Geschichte. Von 1801 bis zu dessen Auflösung am 10. September 1926 gehörte sie zum Arrondissement Ploërmel. Von 1793 bis zu dessen Auflösung 1801 gehörte Lantillac zum Kanton Reguiny.

## Sehenswürdigkeiten
- Ortszentrum, genannt Le Bourg
- Kirche Notre-Dame-de-toute-Aide von 1865 bis 1867
- denkmalgeschütztes Haus aus dem 16. Jahrhundert[2]
- Brunnen Notre-Dame-de-toute-Aide
- Schloss oder Herrenhaus von Talhouët von 1754
- das Schloss von la Ville Gué aus dem 18. Jahrhundert
- die Herrenhäuser von La Ville-Gauthier (1568) und Bois-Derval (18. Jahrhundert)
- Kreuz am Eingang zum Dorffriedhof aus dem 18. Jahrhundert
- Wegkreuz von Lourmel
- Kalvarienberg von La Ville-Oger im gleichnamigen Ort

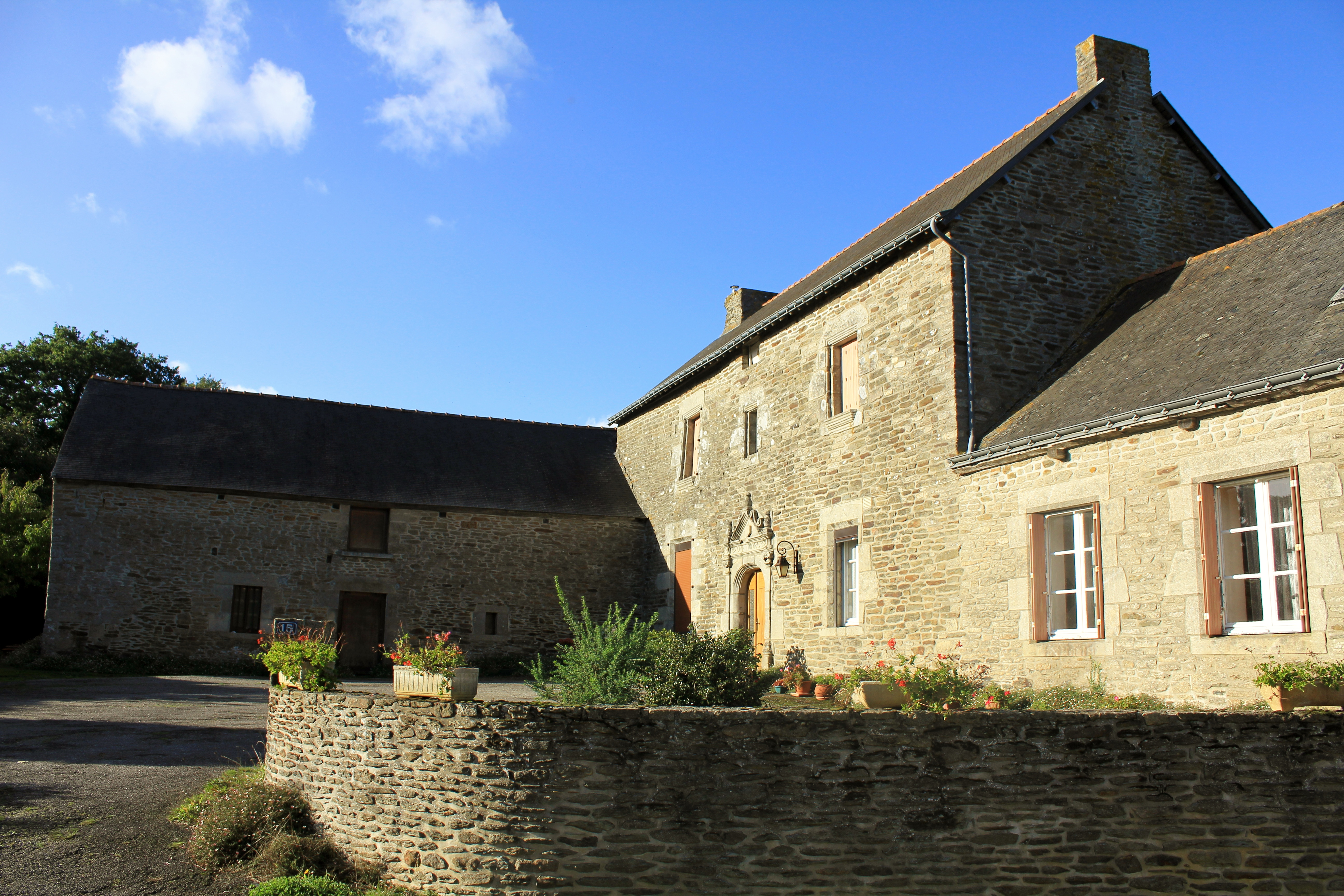
Denkmalgeschütztes Haus aus dem 16. Jahrhundert

Quelle: